# سانتا ماریا (کشتی)
سانتا ماریا (کشتی) (به انگلیسی: Santa María (ship)) یک کشتی بود که طول آن ۱۹ متر (۶۲ فوت) بود. نام کشتی اصلی است (از بین سه کشتی) کریستف کلمب در طول سفر اکتشافی وی بود که منجر به کشف قاره آمریکا گردید. این کشتی در روز کریسمس به ساحل هائیتی رسید و به گل نشست. به دلیل آسیب زیاد، کریستف کلمب تصمیم گرفت که از چوب های بدنه کشتی در ساخت اولین اقامتگاه اروپایی‌ها در ساحل آمریکا استفاده نماید.